# Benno Fiala von Fernbrugg
Benno Fiala Ritter von Fernbrugg (né le 16 juin 1890 à Vienne et mort le 29 octobre 1964 dans la même ville) est un as austro-hongrois, avec 28 victoires à son actif pendant la Première Guerre mondiale, ce qui en fait le troisième pilote austro-hongrois le plus victorieux. Au cours de sa carrière, il accumule les décorations, dont l'Ordre de la Couronne de fer, l'Ordre de Léopold, la Croix du mérite militaire, la Médaille du mérite militaire, la Médaille pour la Bravoure et la Croix de fer.
Né dans une famille aristocratique de la capitale austro-hongroise, Benno Fiala von Fernbrugg est transféré dans l'aviation le jour-même du déclenchement de la Première Guerre mondiale. D'abord officier technique dans une unité envoyée en Galicie, il devient ensuite observateur en 1915, puis passe l'année suivante sur le front italien pour y servir comme mitrailleur. Après une blessure en 1917, il suit une formation de pilote de chasse. Il gravit alors les échelons de la hiérarchie militaire, pour être finalement à la tête de la Flik 51J. Il passe le dernier mois de la guerre dans un poste d’état-major, période lors de laquelle il est décoré par l'empereur Charles Ier de la Médaille d'Or pour la Bravoure, une distinction accordé à seulement 9 membres de l'aviation militaire austro-hongroise.
La carrière, militaire comme civile, de Benno Fiala von Fernbrugg est marquée par son goût pour l'ingénierie. Pendant la guerre, il est un des premiers à installer des transmetteurs radios, des mitrailleuses et des appareils photographiques sur des appareils militaires, tandis qu'après son retour à la vie civile, il travaille aux côtés d'Hugo Junkers, met en place des compagnies aériennes et permet la fabrication des premiers avions à fuselage métallique de Mitsubishi.
Lors de l'arrivée au pouvoir des nazis, il est expulsé d'Allemagne, mais poursuit ses activités en Autriche. Après l'Anschluss, Benno Fiala von Fernbrugg est mobilisé dans la Luftwaffe et passe la Seconde Guerre mondiale à commander une base aérienne. Après la capitulation allemande et le rétablissement de l'indépendance autrichienne, il reprend son travail d'ingénieur. Benno Fiala von Fernbrugg meurt à Vienne le 29 octobre 1964.

## Biographie

### Jeunesse
Benno Fiala von Fernbrugg naît le 16 juin 1890 à Vienne dans une famille aristocratique, de tradition militaire. Son père était ainsi officier d'artillerie et son frère entra dans l'aviation navale. Fiala fréquente l'école primaire et secondaire à Vienne, puis se spécialise dans l'ingénierie mécanique à l'Université de technologie de la capitale autrichienne, devenant ainsi un ingénieur.
Le jeune homme est très tôt fasciné par l'aviation mais se voit d'abord refuser l'entrée dans l'armée de l'air austro-hongroise, au lieu de cela, il est inscrit au registre des officiers du génie et affecté au 1er régiment d'artillerie de forteresse en 1910.
Cependant, à l'approche de la guerre, l'intérêt de Fiala von Fernbrugg pour l'aviation n'a pas disparu, notamment à cause de son frère Otto, pilote dans l'aéronavale. Fiala profite d'une rencontre avec le lieutenant-colonel Emil Uzelac, qui commandait alors l'aviation austro-hongroise pour demander son transfert dans cette branche, qu'il obtient le 28 juillet 1914, un mois après l'assassinat de François-Ferdinand,. Lorsque la guerre éclate le jour-même de son transfert dans l'aviation, Benno Fiala von Fernbrugg est assigné à la Flik 1.

### Première Guerre mondiale

#### Observateur
D'abord envoyé en Galicie (sur le front russe) comme officier technique, Fiala von Fernbrugg ne tarde pas à effectuer des vols en tant qu'observateur,. Il met en œuvre son goût pour l'innovation technique dans l'unité, d'abord en installant un transmetteur radio dans un appareil, ce qui permet à la Flik 1 de guider les tirs d'artillerie d'une manière beaucoup plus précise et directe que ce qui se faisait à l'époque. Par la suite, il est également le premier à installer des mitrailleuses et des appareils photographiques sur les avions de son unité.

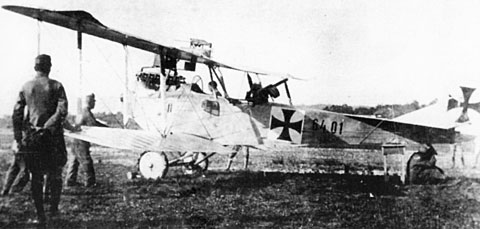
Un Hansa-Brandengurg C.I.

En novembre, Benno Fiala von Fernbrugg est promu leutnant in der Reserve pour un acte de bravoure accompli le 10 novembre. Ce jour-là, il voyage dans un train amenant des appareils neufs et du matériel à la Flik 1, qui est attaqué par les Russes après que ces derniers aient percé les lignes austro-hongroises. Fiala remplace alors le conducteur du train, blessé par les tirs russes et réussit à faire quitter la zone de combat au convoi. Pour cela, il reçoit donc une promotion bien en avance sur son tableau d'ancienneté, chose rare dans l'armée austro-hongroise.
Pendant toute l'année 1915, il poursuit ses missions d'observations et remporte en tant que mitrailleur possiblement plusieurs victoires aériennes non-confirmées mentionnées dans la citation de sa Médaille du mérite militaire.
Benno Fiala von Fernbrugg est finalement transféré à la Flik 19 (it) en janvier 1916. Cette unité de chasseurs biplaces Hansa-Brandengurg C.I est alors déployée en Italie (sur le front de l'Isonzo) sous le commandement de l'as Adolf Heyrowsky. C'est là que Fiala remporte sa première victoire aérienne certifiée, le 29 avril 1916, en endommageant gravement un appareil italien (il est alors l'observateur-mitrailleur de Ludwig Hautzmayer),. Le 4 mai suivant, il remporte sa deuxième victoire certaine en tant que mitrailleur de Heyrowsky en abattant un dirigeable de bombardement italien, tuant ses cinq membres d'équipage. La carrière de Fiala au sein de la Flik 17 se termine soudainement au début de l'année 1917 lorsqu'il reçoit un éclat d'obus anti-aérien dans le bras droit au cours d'une sortie de bombardement,. La blessure est suffisamment grave pour entraîner une hospitalisation de plusieurs mois, lors de laquelle von Fernbrugg décide de cesser d'être un simple mitrailleur pour devenir pilote,. Il suit alors une formation de pilote de chasse, lors de laquelle il est à nouveau blessé (clavicule cassée) le 11 mai lors d'un crash aux commandes de son appareil d'entraînement.

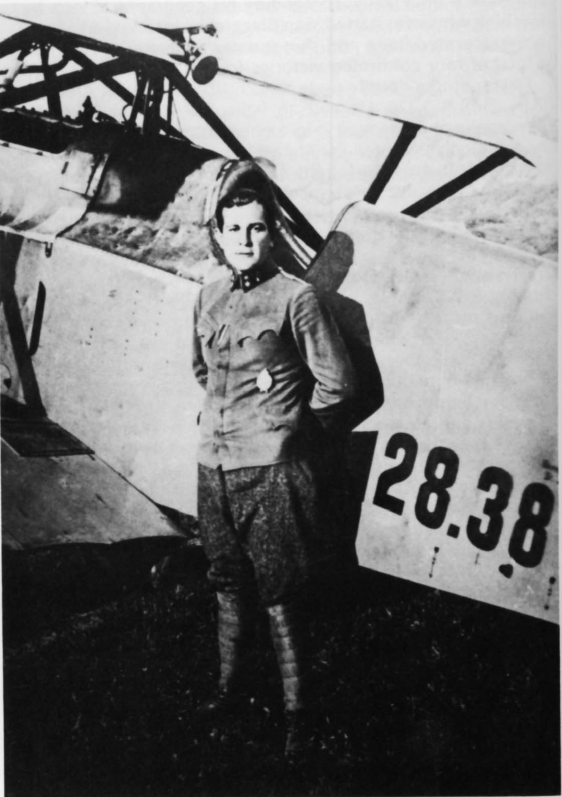
Benno Fiala von Fernbrugg à l'automné 1917, devant le Hansa-Brandenburg D.I (KD) 28.38, avec lequel il remporte 5 victoires aériennes.

#### Pilote

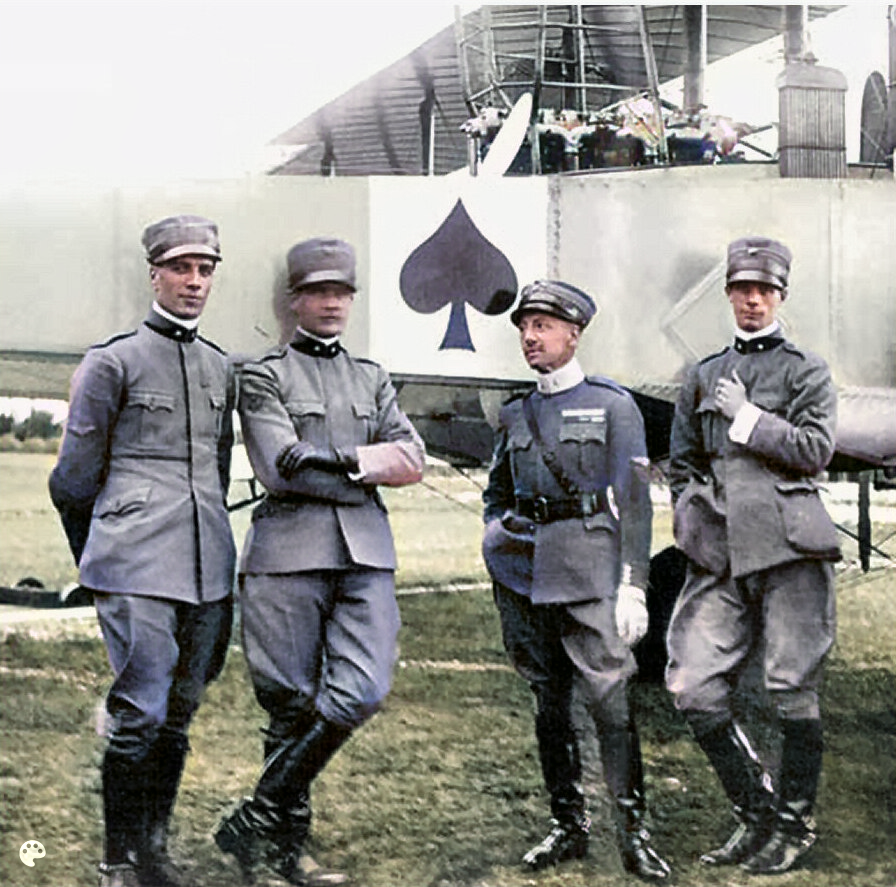
Maurizio Pagliano (2e en partant de la gauche) et (1er en partant de la droite), plus tôt dans la guerre. Les deux hommes avaient un temps fait équipe avec le poète et dramaturge Gabriele d'Annunzio (2e en partant de la droite).

À la fin du mois de juin 1917, Benno Fiala von Fernbrugg est brièvement affecté à la Flik 41J de Godwin Brumowski avant d'être transféré peu de temps après à la Flik 12D (it), commandée par le Hauptmann Arpad Gruber. Fiala découvre alors les chasseurs Hansa-Brandenburg D.1, des appareils instables et difficiles à manier, destinés à escorter les autres avions de la Flik, des biplaces plus lourds et lents. Malgré ces difficultés, von Fernbrugg ne tarde pas à garnir son tableau de chasse en remportant cinq victoires aériennes certifiées sur le seul mois d'août, plus deux victoires probables. Il remporte le 11 août la victoire qui fait de lui un as en abattant un SAML 2 italien au-dessus de Plava. Le 25 octobre, il remporte sa dernière victoire au sein de la Flik 12, contre un SPAD.
Dans la foulée, il est décoré de l'Ordre de la Couronne de fer et devient l'un des 25 aviateurs austro-hongrois à être fait chevalier de l'Ordre de Léopold. En novembre 1917, Benno Fiala von Fernbrugg est affecté à la Flik 56J (it) en tant qu'adjoint du commandant, Robert Ellner. Avec cette unité, il ne remporte qu'une victoire, le 30 décembre 1917, contre un bombardier Caproni dans la région de Susegana. Deux des occupants de ce bombardier étaient les « as du bombardement » Maurizio Pagliano et Luigi Gori, tous deux tués.

#### Commandant de la Flik 51J

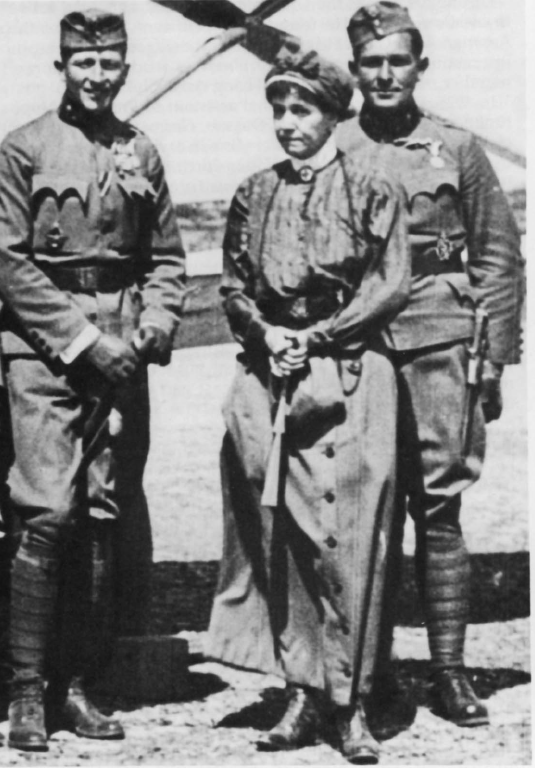
Godwin Brumowski (à gauche), Benno Fiala von Fernbrugg et l'archiduchesse Marie-Thérèse de Bragance lors de la visite de cette dernière à l'aérodrome de Sesana le 26 juillet 1917.

En janvier 1918, Fiala est placé à la tête de la Flik 51J, une unité d'élite comptant en plus de lui cinq autres as (Eugen Bönsch, Stefan Fejes, Franz Rudorfer, Alexander Tahy et Ludwig Hautzmayer). Plusieurs autres membres de l'unité ont reçus de multiples décorations importantes en raison de leurs actions au cours de la guerre. La Flik de von Fernbrugg vole en outre sur des Albatros D.III produits sous licence par Oesterreichische Flugzeugfabrik AG et modifiés pour compenser les défauts des modèles allemands originaux, sortis en 1916. Bien équipée et dotée de pilotes très compétents, la Flik 51J est donc destinée à remplir une très large gamme de missions.

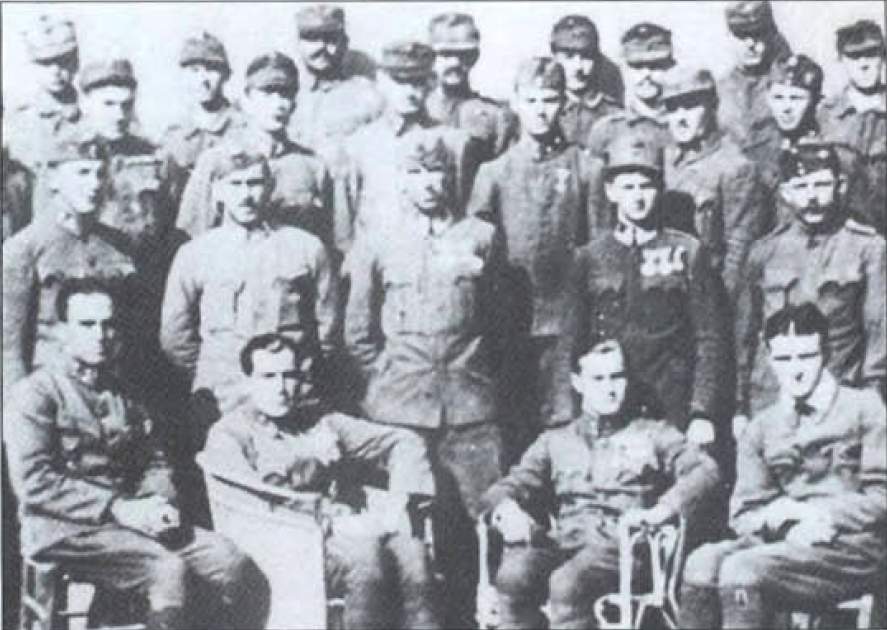
Pilotes de la Flik 51J à Prata di Pordenone à l'été 1918. On peut y voir, assis, en partant de la gauche: Franz Rudorfer et Benno Fiala von Fernbrugg. Debout au premier rang, en partant de la gauche, se trouvent: Stefan Fejes (3e) et Eugen Bönsch (4e).

Dès le 21 janvier, Fiala remporte sa première victoire au sein de son unité, lorsqu'il abat un Sopwith Camel près de Spresiano. Le 11 mars suivant, il abat un autre Camel, puis provoque deux jours plus tard le crash d'un bombardier italien SIA 7B chargé de sa cargaison de bombe,. Le 30 mars, Benno force l'as britannique Alan Jerrard à atterrir près de Gorgo del Molino. Le Sopwith Camel de Jerrard est détruit à l’atterrissage mais il réussit malgré tout à en sortir vivant pour être fait prisonnier,.
Le 1er mai 1918, Benno Fiala von Fernbrugg remporte quatre victoires en une seule sortie, en abattant tour à tour un Sopwith Camel, un SIA 7B puis deux ballons d'observation,. Il remporte également deux duels aériens le 6 juin, ce qui porte son total de victoires à 21. Le 17 juin, Fiala est blessé à la main droite par deux balles venues des fantassins italiens au sol que son unité mitraillait, mais ne prend pas le temps de la soigner, se contentant de la bander. C'est dans cet état qu'il participe trois jours plus tard à une importante bataille aérienne impliquant huit pilotes de la Flik 51 et une force italo-britannique composée de 10 bombardiers et 16 chasseurs. Au cours de l'affrontement, cinq appareils alliés furent abattus (dont deux par Benno), sans aucune perte pour les austro-hongrois. Le 20 août, Benno Fiala von Fernbrugg remporte sa 28e et dernière victoire de la guerre, sur un Ansaldo au-dessus de Cessalto.

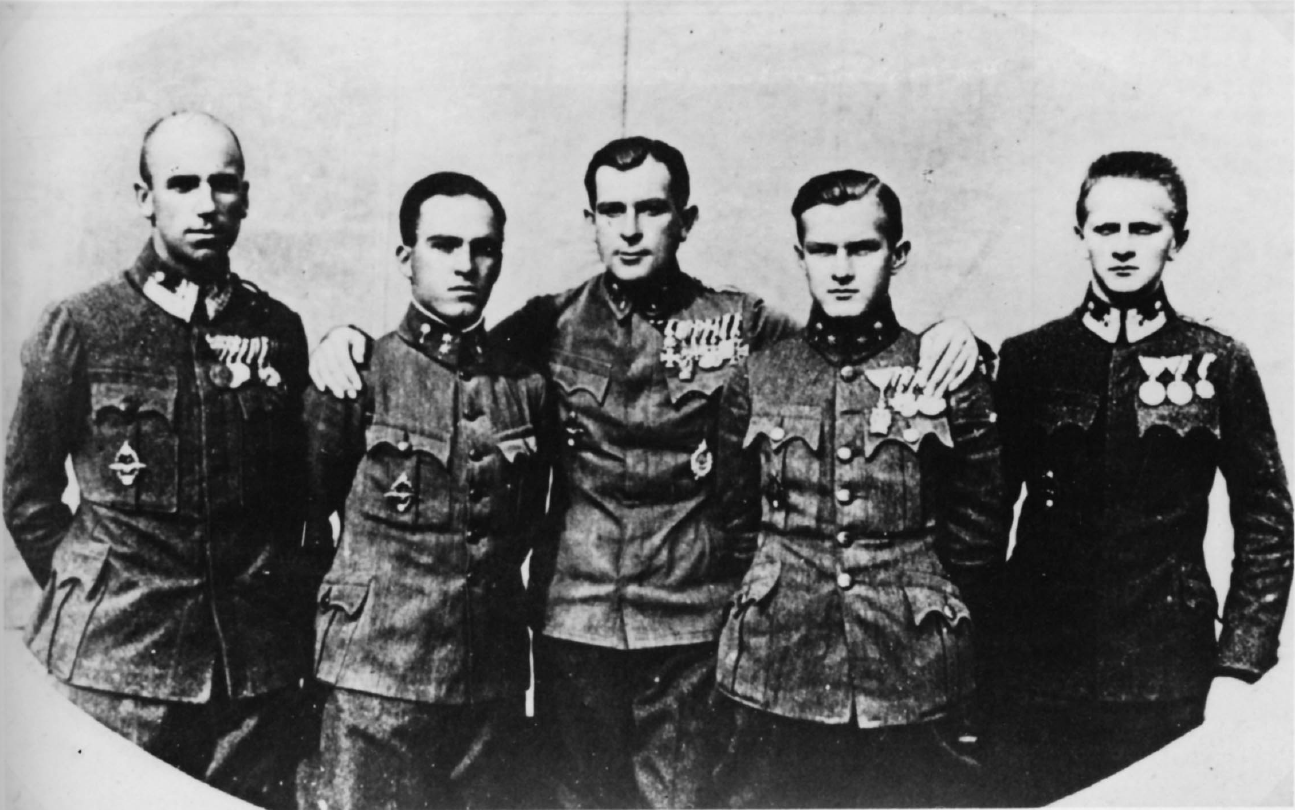
Cinq pilotes de la Flik 51J le 1er août 1918 de gauche à droite : Stefan Fejes, Michael Dorcic, Benno Fiala von Fernbrugg, Franz Rudorfer et Eugen Bönsch. La disposition de la photo met en évidence la stricte séparation au sein de l'armée austro-hongroise entre les officiers (bras dessus, bras dessous au centre) et les sous-officiers, relégués sur les côtés.

Fiala continue à voler jusqu'en octobre 1918, avant d'être relevé de son commandement et affecté à un travail de bureau à l'état-major de l'armée de l'air,. C'est là qu'il termine la guerre, après avoir été décoré par l'empereur Charles Ier de la Médaille d'Or pour la Bravoure, un honneur auquel seuls neuf membres de l'armée de l'air austro-hongroises ont eu droit au cours de la guerre.

### Carrière d'après-guerre
Après la fin de la guerre et de l'empire austro-hongrois, Benno Fiala von Fernbrugg mène une carrière très diversifiée. Tout d'abord, il retourne à l'Université de technologie de Vienne pour étudier l'ingénierie des avions et des voitures, d'où il sort en 1923 avec le diplôme d'ingénieur certifié (Diplomingenieur). Pendant cette période, il reste impliqué dans le monde de l'aviation, en fondant par exemple la « Section des Officiers » de l'aéroclub autrichien (de) et en participant à plusieurs meetings aériens internationaux.

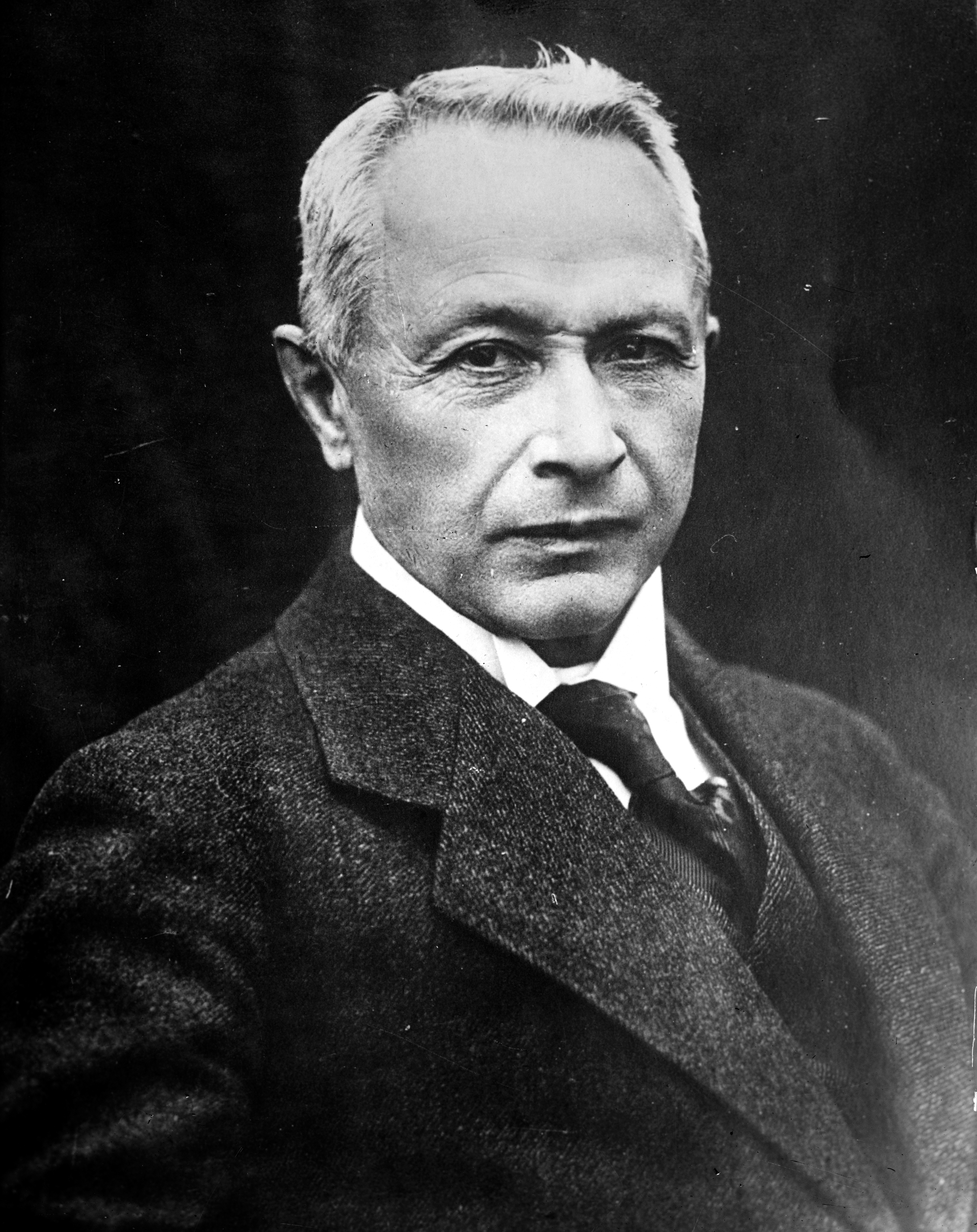
Hugo Junkers.

En 1925, Fiala devient l'assistant personnel du constructeur aéronautique allemand Hugo Junkers, fondateur de la société qui porte son nom,. Au sein de l'entreprise basée à Dessau, l'ancien as participe à de nombreux projets novateurs : mise en place d'une liaison aérienne et gestion d'un atelier d'entretien à Fürth,, aide à la création de la compagnie aérienne nationale polonaise  Polskie Linie Lotnicze LOT en 1928, installation des premières lignes de fabrication d'appareils à fuselage métallique au Japon pour Mitsubishi l'année suivante etc. En 1933, Fiala von Fernbrugg est devenu ingénieur en chef de la firme allemande,.
Après l'arrivée des nazis au pouvoir en Allemagne, Fiala von Fernbrugg est arrêté en même temps qu'Hugo Junkers, peut-être sur l'ordre direct d'Hermann Göring, lui aussi ancien as de la Première Guerre mondiale,. Les deux hommes sont placés en résidence surveillée, et Junkers est dépossédé de son entreprise, qui doit servir au réarmement de l'Allemagne sous la houlette de l’État. Benno Fiala est expulsé d'Allemagne vers l'Autriche. Là, il poursuit son activité dans l'aviation. Il fonde notamment en 1935 avec l'ancien as austro-hongrois Julius Arigi l'association de gestion de l'aéroport de Wiener Neustadt, qu'il préside jusqu'à l'année suivante. À la fin des années 1930, Benno Fiala von Fernbrugg exerce son métier d'ingénieur dans des domaines éloignés de l'aviation, comme la conception de locomotives,.
Après l'annexion de l'Autriche à l'Allemagne, l'ancien as est mobilisé dans la Luftwaffe, avec le grade d'Hauptmann (capitaine). Pendant la Seconde Guerre mondiale, il commande la base aérienne de Hörsching-Linz,,.

### Fin de vie
Après la fin de la Seconde Guerre mondiale, Benno Fiala von Fernbrugg continue à exercer son métier d'ingénieur et de concepteur jusqu'à sa retraite. Il meurt à Vienne, le 29 octobre 1964, à l'âge de 74 ans,.

## Héritage
Trois ans après sa mort, la base aérienne Fiala-Fernbrugg de l'armée de l'air autrichienne, située à Aigen im Ennstal, est nommée l'honneur de Benno Fiala von Fernbrugg,,.
L'appareil de Benno Fiala von Fernbrugg à l'été 1918 est également le premier modèle choisi par l'atelier autrichien CraftLab pour un projet de construction de répliques volantes d'Albatros austro-hongrois (dont aucun original entier n'est parvenu jusqu'au XXIe siècle). La réplique de l'avion de Fiala von Fernbrugg, équipée d'un moteur Austro-Daimler de 225 chevaux construit en 1918 vole pour la première fois sur l'aérodrome d'Oberschleissheim près de Munich le 10 avril 2012, aux mains du pilote d'essai français Roger-Louis Texier.